# 콜모고로프 공간
일반위상수학에서 콜모고로프 공간(Колмогоров空間, 영어: Kolmogorov space) 또는 T0 공간(영어: T0-space)은 서로 다른 두 점을 열린집합으로 구별할 수 있는 위상 공간이다. 가장 약한 형태의 분리공리를 만족시킨다.

## 정의
위상 공간 {\displaystyle X}의 두 점 {\displaystyle x,y\in X}에 대하여, 다음 두 조건이 성립한다면 두 점이 위상수학적으로 구분 불가능(位相數學的-區分不可能, 영어: topologically indistinguishable)하다고 한다.
- 모든 열린집합 {\displaystyle U\subseteq X}에 대하여, {\displaystyle x\in U}라면 {\displaystyle y\in U}이다.
- 모든 닫힌집합 {\displaystyle C\subseteq X}에 대하여, {\displaystyle x\in C}라면 {\displaystyle y\in C}이다.

이는 위상 공간 위의 동치 관계를 이룬다.
위상 공간 {\displaystyle X}에 대하여, 다음 두 조건이 서로 동치이며, 이를 만족시키는 {\displaystyle X}를 콜모고로프 공간이라고 한다.
- {\displaystyle X}의 위상수학적으로 구분 불가능한 두 점은 항상 같다.
- {\displaystyle X}는 시에르핀스키 공간 {\displaystyle S}의 곱공간 {\displaystyle S^{\operatorname {Open} (X)}}의 부분집합과 위상동형이다.[1]:84, Theorem 2.3.26 여기서 {\displaystyle \operatorname {Open} (X)}는 {\displaystyle X}의 열린집합들의 집합이다.

위상 공간 {\displaystyle X} 위에, 위상수학적 구분 불가능성에 대한 몫공간 {\displaystyle X/{\sim }}을 취할 수 있다. 이를 {\displaystyle X}의 콜모고로프 몫공간(Колмогоров-空間, 영어: Kolmogorov quotient)이라고 하며, 이는 항상 콜모고로프 공간이다. 범주론적으로, 콜모고로프 공간들의 범주 {\displaystyle \operatorname {Kolm} }는 모든 위상 공간들의 범주 {\displaystyle \operatorname {Top} }의 반사 부분 범주이다. 즉, 포함 함자 {\displaystyle I\colon \operatorname {Kolm} \to \operatorname {Top} }의 왼쪽 수반 함자
{\displaystyle Q\colon \operatorname {Top} \to \operatorname {Kolm} }
{\displaystyle Q\dashv I}
가 존재하며, {\displaystyle Q}는 주어진 위상 공간을 그 콜모고로프 몫공간에 대응시킨다.

## 성질
모든 T1 공간은 콜모고로프 공간이다. 모든 차분한 공간은 콜모고로프 공간이다. 즉, 다음과 같은 포함 관계가 성립한다.
위상 공간  ⊋ 콜모고로프 공간  ⊋ T1 공간 ∪ 차분한 공간
콜모고로프 공간의 부분 공간은 항상 콜모고로프 공간이다. 그러나 콜모고로프 공간의 몫공간은 콜모고로프 공간이 아닐 수 있다.

## 예

### 콜모고로프 공간이 아닌 위상 공간
두 개 이상의 원소를 갖는 비이산 공간은 콜모고로프 공간이 아니며, 이 경우 콜모고로프 몫공간은 한원소 공간이다.
실수선 위의 제곱 적분 가능 실수값 함수들의 집합 {\displaystyle {\mathcal {L}}^{2}(\mathbb {R} ;\mathbb {R} )}에 반노름
{\displaystyle \|f\|=\int _{\mathbb {R} }|f|^{2}\,dx}
을 주자. 이는 콜모고로프 공간이 아니다. 예를 들어, 영집합 {\displaystyle N} 위의 지시 함수 {\displaystyle \chi _{N}}의 경우
{\displaystyle \|\chi _{N}\|=0}
이므로, 서로 구분할 수 없다. 이 경우 콜모고로프 몫공간은 힐베르트 공간 {\displaystyle L^{2}(\mathbb {R} ;\mathbb {R} )}이다.

### T1공간이 아닌 콜모고로프 공간
T1 공간이 아닌 콜모고로프 공간의 가장 간단한 예는 시에르핀스키 공간이다. 보다 일반적으로, 가환환의 스펙트럼은 일반적으로 T1공간이 아니지만, 항상 콜모고로프 공간이자 차분한 공간이다.
스콧 위상을 갖춘 부분 순서 집합은 항상 콜모고로프 공간이지만, 일반적으로 (비교 가능한 두 원소가 존재한다면) T1 공간이 아니다.

## 같이 보기
- 차분한 공간